# Eóganacht Chaisil

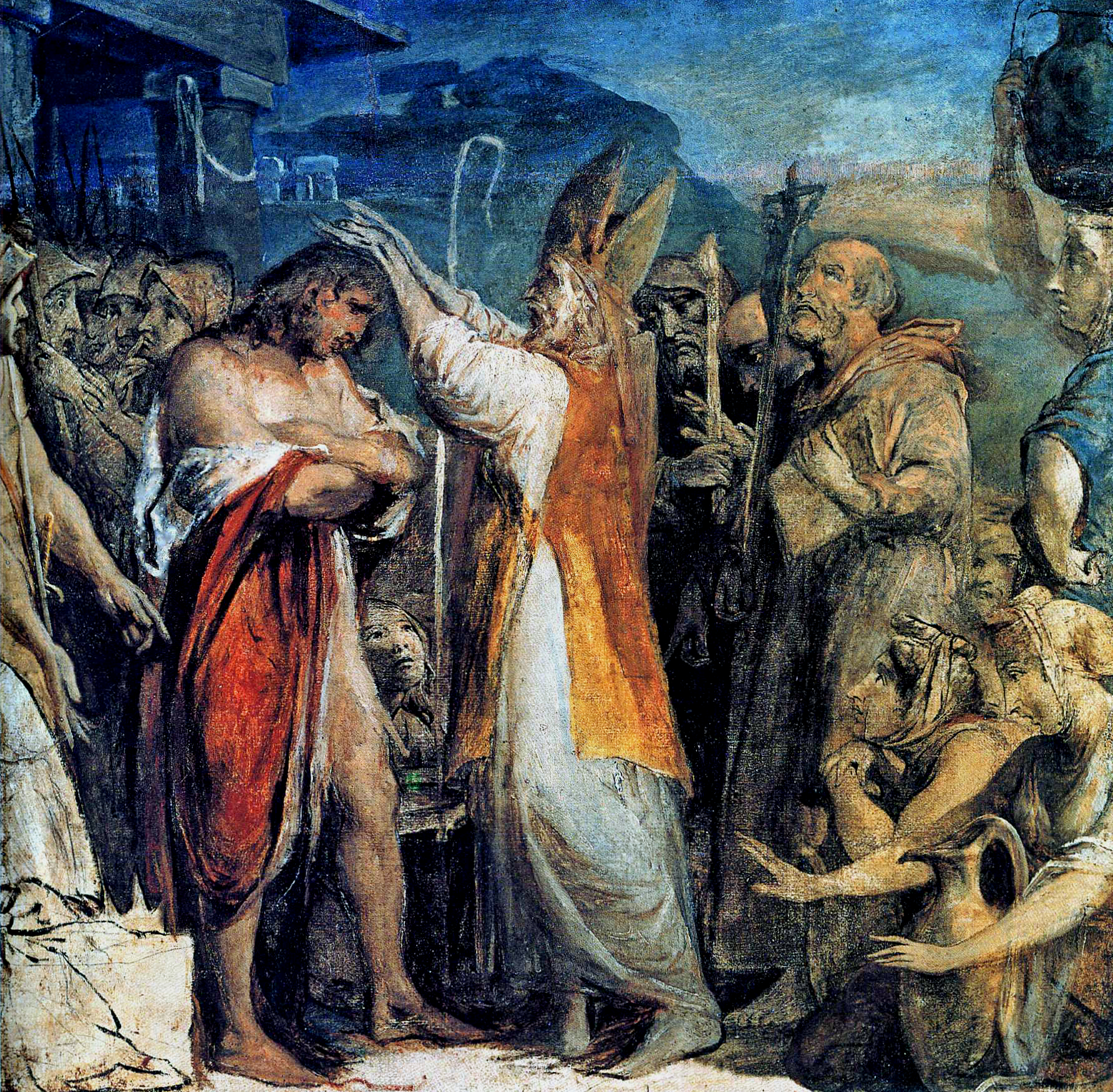
Le baptême du roi Cashel par St Patrick

Les Eóganacht Chaisil forment une branche de la famille des Eóganachta, la dynastie régnante du royaume de Munster (en irlandais : Muman) du Ve siècle au Xe siècle. Ils tirent leur nom de la ville de Cashel, dans le comté de Tipperary, qui était la capitale de ce royaume. Ils descendent d'Óengus mac Nad Froích (mort vers 489), le premier roi chrétien de Muman, par son fils Feidlimid mac Óengusa (mort vers 500). 
Ils se séparèrent au VIIe siècle en deux clans principaux : 
- les Cenél Fíngin, qui descendent de Fíngen mac Áedo Duib (mort vers 619) et qui sont la racine des clans O'Sullivan et McGillycuddy ;
- les Clann Faílbe qui descendent de Faílbe Flann mac Áedo Duib (mort vers 637/639) et qui devinrent par la suite les McCarthy, rois de Desmond. Les O'Callaghan appartiennent à la même ligne que les McCarthy tandis que les McAuliffe forment un sept de ces derniers.

Les trois branches cousines des Eóganacht Chaisil, des Eóganacht Glendamnach et des Eóganacht Áine occupèrent tour à tour le trône selon un système de rotation permanent aux VIIe siècle et VIIIe siècle. La branche des Chaisil est celle qui fournit la plupart des rois aux IXe siècle et Xe siècle. 

## Généalogie des Eóganacht Chaisil
(en caractères gras, les individus ayant régné)
- Conall Corc mac Lugaid, fondateur de Cashel.
  - Nad Froích mac Cuirc
    - Ailill, à l'origine de la branche des Eóganacht Áine.
    - Óengus mac Nad Froích, † v. 489, premier roi chrétien de Muman.
      - Eochaid mac Óengusa, † v. 522 et à l'origine des branches des Eóganacht Glendamnach et des Eóganacht Airthir Chlíach.
      - Feidlimid mac Óengusa, † v. 500.
        - Crimthann
          - Áed Dub
            - Fíngen mac Áedo Duib, † v. 619.
              - Máenach mac Fíngin, † v. 662.
                - Ailil
                  - Cormac mac Ailello, † v. 713.

              - Sechnusach
                - Rechtabra
                  - Fland
                    - Indrechtach
                      - Móenach

                - Colmán
                  - Dub dá Crích
                    - Crimthann
                      - Feidlimid mac Crimthain, † 847.

            - Faílbe Flann mac Áedo Duib, † v. 637/639.
              - Fogartach
                - Tnúthgal
                - Crundmáel

              - Colgú mac Faílbe Flaind, † v. 678.
                - Nad Froích
                  - Fáelgus
                    - Donngal
                      - Donngus
                        - Tnúthgal mac Donngaile, † v. 820.
                          - Donngus
                            - Áilgenán mac Donngaile, † v. 853.
                            -  Máel Gualae mac Donngaile † v. 859.
                              -  Dub Lachtna mac Máele Gualae  † 895.

                      - Snédgus
                        - Artgal
                          - Lachtna
                            - Buadachán mac Lachtnai
                              - Cellachán mac Buadacháin, † 954
                                - Donnchad mac Cellacháin (?), † v. 963

                      - Crundmáel
                        - Dub dá Bairenn
                          - Dúnchad mac Duib-dá-Bairenn, † vers 888.
                            - Saoirlmeathach, à l'origine des McCarthy[2].
                            - Murchad, à l'origine des O'Callaghan[2].

                  - Snédgus
                    - Conall

      - Bressal, frère de Feidlimid mac Óengusa et ancêtre à la 10e génération[3] de :
        - Cormac mac Cuilennáin, † le 13 septembre 908.

  - Caipre Luachra mac Cuirc, à l'origine de la branche des Eóganacht Locha Léin.
  - Mac Cass, à l'origine de la branche des Eóganacht Raithleann.

## Sources
- (en) Annales d'Inisfallen sur CELT: Corpus of Electronic Texts dans University College Cork.
- (en) Révérend Eugene O'Keeffe, Book of Munster (1703), sur Généalogies des Eóganachta.
- (en) Francis J. Byrne, Irish Kings and High-Kings, Table 12, Four Courts Press, Dublin (2001).  (ISBN 978-1-85182-196-9).
- (en) Thomas M. Charles-Edwards, Early Christian Ireland, Cambridge University Press, Cambridge (2000).  (ISBN 0-521-36395-0).
- Histoire de l'Irlande en cartes
- (en) Donnchadh Ó Corráin, Ireland before the Normans, Dublin, Gill & Macmillan, 1972, p. 176 Eóganacht de Cashel